# La Neuville-Sire-Bernard
La Neuville-Sire-Bernard là một xã ở tỉnh Somme, vùng Hauts-de-France, Pháp.

## Địa lý
Thị trấn này tọa lạc trên đường D935, khoảng 15 dặm Anh về phía đông nam của Amiens, bên bờ sông Avre.

## Dân số
| 1962                                                           | 1968 | 1975 | 1982 | 1990 | 1999 |
| -------------------------------------------------------------- | ---- | ---- | ---- | ---- | ---- |
| 105                                                            | 123  | 119  | 157  | 219  | 267  |
| Số liệu điều tra dân số từ năm 1962, dân số không tính hai lần |      |      |      |      |      |